# Luiza (radioodbiornik)
Luiza – przenośny, tranzystorowy, monofoniczny odbiornik radiowy produkowany w latach 70. XX w. przez Zakłady Radiowe UNITRA ELTRA z Bydgoszczy, przystosowany do odbioru tylko na falach UKF.

## Podstawowe dane techniczne
Źródło
- Zakresy fal: UKF 65,5–73,0 MHz.
- Czułość użytkowa: 10 µV, przy S/N = 26 dB.
- Próg ograniczania: 25 µV.
- Tłumienie sygnałów lustrzanych: 20 dB.
- Elektroakustyczna charakterystyka zniekształceń tłumieniowych: 315–5600 Hz.
- Znamionowa moc wyjściowa: 1,2 W.
- Zniekształcenia nieliniowe: 7%.
- Tłumienie modulacji AM: 20 dB.
- Stosunek sygnał/szum: 40 dB.
- Sygnał potrzebny do uzyskania mocy znamionowej: 20 µV.
- Zasilanie:
  - bateryjne: 9 V, 6 ogniw R20,
  - z sieci prądu przemiennego: 220 V 50 Hz.

## Budowa i wyposażenie
Odbiornik Luiza wyposażony jest w:
- dwa obrotowe potencjometry do regulacji siły głosu i barwy tonu,
- pokrętło strojenia,
- programator umożliwiający zaprogramowanie trzech stacji radiowych,
- gniazdo magnetofonowe DIN,
- gniazdo słuchawkowe / głośnika zewnętrznego typu jack.

Konstrukcja odbiornika jest modułowa. Wszystkie płytki, gniazda, głośnik, programator, antena teleskopowa, transformator połączone są za pomocą złączy. Ułatwia to montaż i demontaż odbiornika.

## Wersje odbiornika
Wersją rozwojową Luizy był odbiornik Luiza 2 produkowany po 1979 roku. Różnica polegała na dodaniu zakresu fal długich.